# Torres de Barbués (kommunhuvudort)
Torres de Barbués är en kommunhuvudort i Spanien.   Den ligger i provinsen Provincia de Huesca och regionen Aragonien, i den nordöstra delen av landet, 300 km nordost om huvudstaden Madrid. Torres de Barbués ligger 359 meter över havet och antalet invånare är 332.
Terrängen runt Torres de Barbués är platt. Runt Torres de Barbués är det glesbefolkat, med 15 invånare per kvadratkilometer. Närmaste större samhälle är Huesca, 19,6 km norr om Torres de Barbués. Trakten runt Torres de Barbués består till största delen av jordbruksmark.